# Panticeu
Panticeu est une commune de Transylvanie, en Roumanie, dans le județ de Cluj. Elle est composée des villages Panticeu, Cătălina, Cubleșu Someșan, Dârja, Sărata.